# Ulrich Sigwart
Ulrich Sigwart (né le 9 mars 1941 en Allemagne) est un pionnier de la cardiologie.  En particulier il est connu pour son rôle dans le développement des supports mécaniques à l’intérieur des artères ('stent') et  pour l’introduction d’un traitement non chirurgical de la cardiomyopathie hypertrophique (Alcohol Septal Ablation, ASA).

## Biographie
Sigwart est issu d'une famille de philosophes, théologiens et médecins du Wurtemberg. Après des études à Fribourg, Bâle et Münster, il travaille  à Boston et Houston aux États-Unis, avant de continuer ses études de cardiologie à Zurich et, à partir de 1973, à l’institut Gollwitzer Meier à Bad Oeynhausen en Allemagne du Nord. Il y effectue  les premières angioplasties transluminales en 1978, peu après l’introduction de la méthode par Andreas Gruentzig.
De 1979 à 1989, Sigwart a dirigé la cardiologie invasive à l’Université de Lausanne, où il a réussi à développer et implanter, en collaboration avec une industrie locale, les premiers stent auto-expansifs, appelés Wallstent. À partir de 1989, il a été directeur du département de cardiologie invasive au Royal Brompton Hospital à Londres, où il a effectué les premières ablations septales par cathéter chez les sujets souffrant d’une cardiomyopathie hypertrophique, avant d’être nommé professeur et chef de cardiologie à l’Université de Genève jusqu’à sa retraite en 2006. En 2003 - avec son épouse Christine, née Sartorius - il créa la Fondation Jonas qui œuvre à l'intégration sociale de jeunes par le bais de la musique, du théâtre et de la danse.

## Distinctions
- ESC Grüntzig Award 1996
- Doctor honoris causa de l‘Université Lausanne 1999
- Prix Forssmann  2001
- Prix Sven Effert  2003
- King Faisal International Prize for Medicine 2004
- Grüntzig Médaille de la Société Suisse de Cardiologie 2006
- Prix Polzer  de l’Académie Européan des Sciences et  Arts 2007
- American College of Cardiology Maseri-Florio International Award 2007
- American College of Cardiology Paul Dudley White Award 2012
- American College of Cardiology Distinguished Scientist Award 2013

Sigwart est  ‘Fellow’ de l'American College of Cardiology (en) et du Royal College of Physicians. Il est membre honoraire des sociétés Suisse, Russe et Polonaise de Cardiologie.